# Voadeira

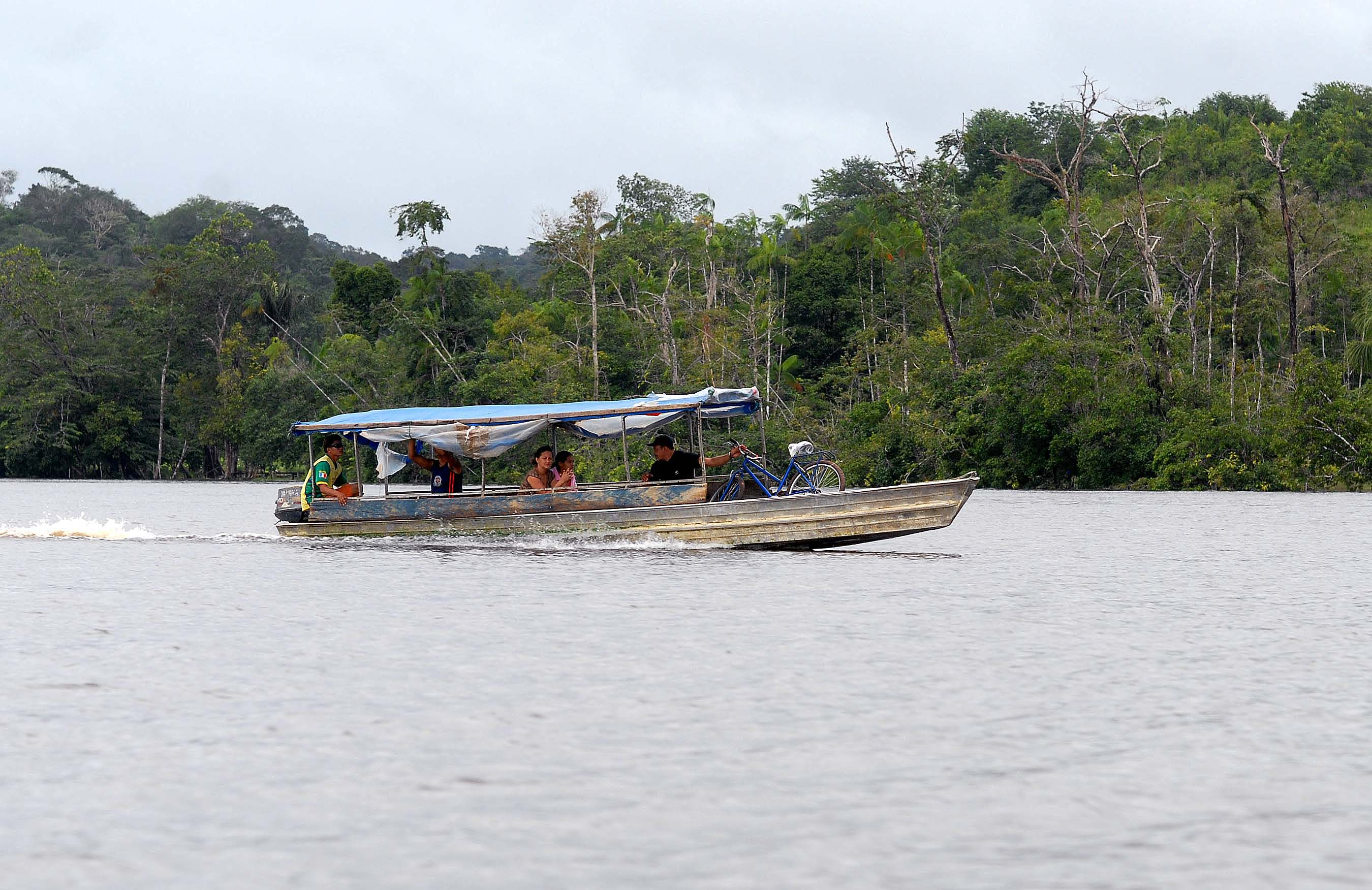
Una voadeira

Le voadeiras sono delle barche tipiche dell'Amazzonia. Poco più grandi di una canoa, esse sono dotate di motore e servono ai ribeirinhos che vivono sul Rio delle Amazzoni o sui suoi affluenti per spostarsi lungo il corso del fiume.
A causa delle precarie condizioni di sicurezza sulle voadoras, molti ribeirinhos sono coinvolti in incidenti, diventando vittime dell'escalpelamento.

## Struttura
La struttura dello scafo è di metallo, solitamente alluminio, con motore fuoribordo.
È molto utilizzata per i trasporti fluviali e la pesca ed è il mezzo di trasporto più comune in tutta l'Amazzonia, nel Cerrado e nel Pantanal.
La voadeira è anche molto usata come imbarcazione di servizio nei porti fluviali del Sudamerica, poiché, essendo molto leggera, si può spostare e trasportare con facilità.
La forma è simile a quella di una bara e il suo scafo è adatto solo ad acque interne, fiumi, laghi, stagni, paludi e dighe.